# Beeching-Axt
Beeching-Axt, auch Beeching-Fallbeil, Beeching-Bombe oder Beeching-Kürzungen, englisch Beeching Axe, Beeching bombshell oder Beeching cuts, ist die umgangssprachliche Bezeichnung eines Projekts der britischen Regierung aus den 1960er Jahren, dessen Ziel es war, die Kosten und den Umfang des staatlichen Eisenbahnnetzes zu reduzieren. Der Projektname wurde in Anlehnung an Richard Beeching, den damaligen Vorsitzenden der British Railways, gewählt, der 1963 in seinem Bericht The Reshaping of British Railways die Notwendigkeit einer Neugestaltung und deutlichen Reduzierung des britischen Schienennetzes dargestellt hatte. Der Zusatz Axt oder Fallbeil sollte die mit dem Projekt verbundene massenhafte Schließung von Eisenbahnstrecken und Bahnhöfen persiflieren.

## Der ReportThe Reshaping of British Railways
Als Reaktion auf die in den 1950er Jahren, unter anderem durch die wachsende Bedeutung des Straßenverkehrs bedingten, größer werdenden Verluste der British Railways, wurde im März 1963 der Report The Reshaping of British Railways von Richard Beeching veröffentlicht. Dies wurde insbesondere nötig, da selbst ein umfangreicher Modernisierungsplan der British Railways nicht den erwünschten Erfolg zeigte. Beeching schlug daher eine drastische Vorgehensweise mit massiven Streckenschließungen, aber auch dem Ausbau und der Effizienzsteigerung von Schienentransporten vor. Angesichts knapper öffentlicher Mittel wurde letzteres jedoch stark vernachlässigt und in erster Linie die geldsparenden Streckenschließungen vorangetrieben. Insgesamt wurden in den Folgejahren rund 6400 Kilometer Schienenstrecke und 3000 Bahnhöfe geschlossen, dies bedeutete eine Reduzierung des Streckennetzes um 25 Prozent und eine Halbierung der Zahl der Bahnhöfe.

## Hintergrund

### Streckenschließungen vor derBeeching-Axt

#### Vor der Gründung von British Railways
Obwohl Streckenschließungen in Großbritannien häufig mit der Beeching-Axt verbunden werden, gab es bereits zuvor eine signifikante Anzahl an Schließungen.
Nach einem massiven Wachstum des britischen Schienennetzes im 19. Jahrhundert erreichte die Ausdehnung des Netzes kurz vor dem Ersten Weltkrieg ihren Höhepunkt. So gab es im Jahre 1913 insgesamt rund 37.500 Kilometer Schienen. Nach dem Krieg entwickelte sich der Straßen- und Flugverkehr zum großen Wettbewerber der Eisenbahn. Dies führte dazu, dass erste Bahnverbindungen bereits in den 1920er und 1930er Jahren geschlossen wurden. Allerdings waren davon hauptsächlich kurze Vorstadtverbindungen, die nicht gegen neue Bus- oder Straßenbahnlinien konkurrieren konnten, betroffen.
Zudem existierten zahlreiche doppelte Eisenbahnlinien konkurrierender Bahnunternehmen. Um diese Doppelungen zu vermeiden und die Effizienz zu steigern, wurden bereits in den Jahren nach dem Grouping Act 1921 zahlreiche Zweitstrecken geschlossen. Durch diese Vorgehensweise wurden insgesamt rund 2000 Kilometer Schienennetz geschlossen.
Mit Beginn des Zweiten Weltkriegs erlebte die britische Eisenbahn eine Renaissance, da Züge ideal geeignet waren, kriegswichtige Güter zu transportieren. Aufgrund mangelnder Instandhaltung litt das gesamte Schienennetz in dieser Zeit aber auch sehr. Dies führte dazu, dass nach der Verstaatlichung des Netzes im Jahre 1948 große Investitionen nötig waren.

#### Schließungen unter British Railways vor der Beeching-Axt
Mit Beginn der 1950er Jahre wurden die Vorkriegs-Streckenschließungen weitergeführt. Die British Transport Commission etablierte 1949 ein Branch Lines Committee, dessen Aufgabe es war, Strecken auf Rentabilität zu analysieren und bei Bedarf zu schließen. In dieser Zeit wurde unter starkem Protest die Mehrheit der Kleinst- und Kleinstrecken des britischen Eisenbahnnetzes, wie etwa die Midland and Great Northern Joint Railway in East Anglia, geschlossen.

### Hintergrund zurBeeching-Axt
Gegen Ende der frühen 1950er Jahre führten die wirtschaftliche Erholung und die Aufhebung von Benzinrationierungen dazu, dass der Wettbewerb zwischen Straße, Luftfahrt und Bahn wieder auflebte. Um den wachsenden wirtschaftlichen Schwierigkeiten entgegenzuwirken, veröffentlichte die British Transport Commission 1955 einen Modernisierungsplan, der vorschlug, mehr als 1,24 Milliarden Pfund in das marode Schienennetz und den Ersatz der veralteten Dampfloks durch Diesel- und Elektroloks zu investieren. Dieser Plan skizzierte ein wachsendes Passagieraufkommen und erwartete für das Jahr 1962 eine Rückkehr in die Gewinnzone.
Trotz des Plans blieben die Passagierzahlen der British Railways in den 1950er Jahren konstant. Dennoch verfiel das wirtschaftliche Ergebnis des Unternehmens weiterhin, was hauptsächlich auf steigende Ausgaben, etwa für die Löhne der Beschäftigten zurückzuführen war. Das Ergebnis dieser Situation war, dass im Jahre 1955 die Einnahmen nicht mehr ausreichten, um die laufenden Kosten zu decken. Da darüber hinaus große Teile der für den Modernisierungsplan verwendeten Mittel kreditfinanziert waren, entwickelte sich in den frühen 1960er Jahren eine ernste finanzielle Krise mit operativen Verlusten von 68 Millionen Pfund im Jahre 1960 bis hin zu 104 Millionen Pfund im Jahr 1962. Dies führte dazu, dass die British Transport Commission Probleme hatte, laufende Kredite zu bedienen und die Regierung schließlich die Geduld verlor und nach radikalen Lösungen des Problems suchte. Forciert wurde dies unter anderem durch den konservativen Verkehrsminister Ernest Marples, der, unter anderem bedingt durch seine Arbeit als Direktor einer Straßenbaufirma, das Ende der nationalen Eisenbahn kommen sah und dem Straßenverkehr die Zukunft zuschrieb.
Um Lösungen für die bedrohlichen wirtschaftlichen Probleme zu finden, wurde zunächst das Stedeford Committee, das nach seinem Vorsitzenden Sir Ivan Stedeford benannt war, ins Leben gerufen. Dieses Komitee sollte den status quo des britischen Eisenbahnnetzes feststellen und Empfehlungen entwickeln. Mitglied des Komitees war auch Richard Beeching, zu dieser Zeit technischer Direktor bei der Firma Imperial Chemical Industries und ab 1961 Vorsitzender des neuen British Railways Board. Stedeford und Beeching lieferten sich teils heftige Auseinandersetzungen, wie das nationale Schienennetz am sinnvollsten zu kürzen sei.
Neben einer Befragung im Parlament wurde der Bericht von Ivan Stedeford nie veröffentlicht. Die Regierung griff stattdessen auf den sogenannten Beeching-Plan zurück, der eine Verkleinerung des Schienennetzes um 30 Prozent sowie eine Verschrottung von rund 300.000 Güterwaggons vorsah. Beeching glaubte, dass die Bahn der Zukunft ihren Gewinn nicht in erster Linie durch den Personentransport, sondern durch den Güterverkehr erzielen würde.

## Beeching I

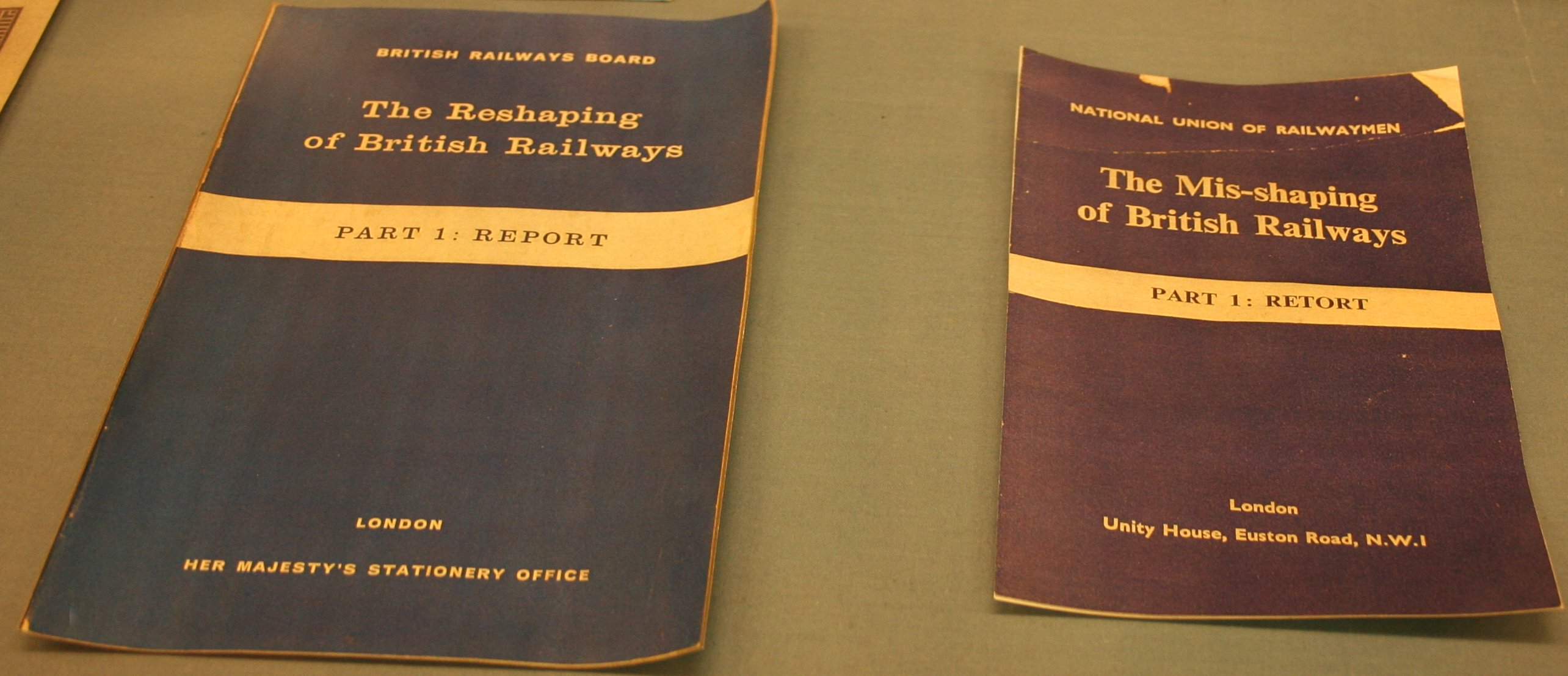
Eine Ausgabe des Berichts The Reshaping of British Railways, ausgestellt neben der Antwort der Beschäftigten der British Railways

Als Vorsitzender von British Railways initiierte Beeching eine Studie über Verkehrsflüsse auf allen Eisenbahnstrecken des Landes. Die Untersuchung dieser Ströme fand zwischen dem 16. und dem 23. April 1962 statt und stellte fest, dass auf 30 Prozent der Bahnstrecken nur ein Prozent der Passagiere und Frachtstücke transportiert wurden und darüber hinaus 50 Prozent der Bahnhöfe nur zwei Prozent des Gesamtunternehmensumsatzes ausmachten. Der aus der Untersuchung erstellte Bericht The Reshaping of British Railways – Teil 1 schlug vor, rund 29.000 Kilometer Bahnstrecken vornehmlich im ländlichen Raum nicht mehr zu befahren, zahlreiche andere Linien nur noch für den Güterverkehr zu nutzen und wenig genutzte Bahnhöfe zu schließen. Neben den Streckenschließungen schlug der Bericht auch vor, weite Teile des Schienennetzes zu elektrifizieren und anstelle von Schüttgut- und anderen kleinteiligen Transporten vermehrt Stückgut zu transportieren. Dieser Plan wurde von der Regierung akzeptiert.
Dieser kontrovers diskutierte Bericht wurde, forciert durch die Presse, weiten Teilen der Bevölkerung als Beeching Bombshell (dt.: Beeching-Bombe) oder aber als Beeching Axe (dt. Beeching-Axt) bekannt. Es folgte ein Aufschrei zahlreicher ländlicher Kommunen, die dem Bericht zufolge ihren Eisenbahnanschluss verlieren sollten. Um einer Hysterie entgegenzuwirken, argumentierte die Regierung, dass es für viele Kommunen deutlich günstiger sei, über Busverbindungen versorgt zu werden.
Die Umsetzung der Beeching-Axt wurde angesichts des gewaltigen Einsparpotenzials schnell vorangetrieben. Allerdings legten die mit der Umsetzung betrauten Politiker stärkeren Wert auf die Strecken- und Bahnhofsschließungen als auf die Investitionen in den Güterverkehr und die Elektrifizierung, die nicht vollständig umgesetzt wurden. Dennoch wurde mit der Einrichtung der Gesellschaft Freightliner ein wichtiger Teil der Empfehlungen realisiert.

### Auflistung der Streckenschließungen nach Jahr

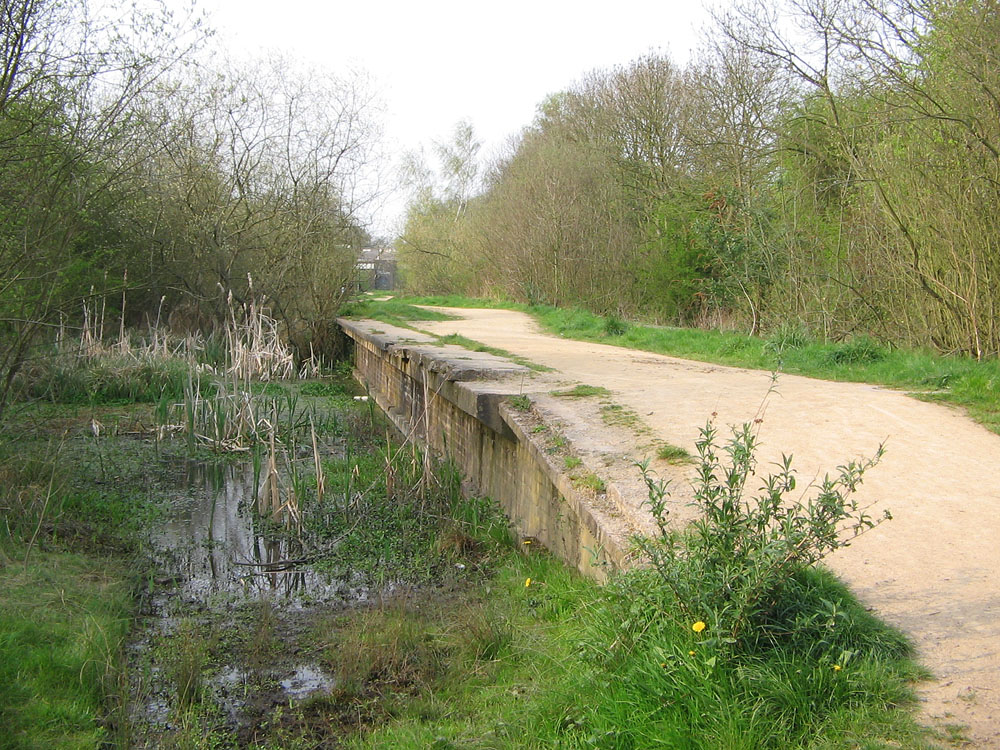
Die Überreste des Bahnhofs Rugby Central

Im Jahr 1950 hatte das britische Schienennetz eine maximale Ausdehnung von 33.600 Kilometern und 6.000 Bahnhöfen. Nach der Beeching-Axt war das System auf 28.800 Kilometer und 2.000 Bahnhöfe geschrumpft. Auch nach Abschluss des Programms wurden im Laufe des 20. Jahrhunderts weitere Streckenschließungen vorgenommen.
| Jahr                                   | Länge in km |
| -------------------------------------- | ----------- |
| 1950                                   | 240         |
| 1951                                   | 440         |
| 1952                                   | 480         |
| 1953                                   | 440         |
| 1954 …1957                             | 800         |
| 1958                                   | 240         |
| 1959                                   | 560         |
| 1960                                   | 280         |
| 1961                                   | 240         |
| 1962                                   | 1260        |
| Veröffentlichung des Beeching-Berichts |             |
| 1963                                   | 521         |
| 1964                                   | 1702        |
| 1965                                   | 965         |
| 1966                                   | 1207        |
| 1967                                   | 480         |
| 1968                                   | 640         |
| 1969                                   | 400         |
| 1970                                   | 440         |
| 1971                                   | 37          |
| 1972                                   | 80          |
| 1973                                   | 56          |
| 1974                                   | 0           |

### Nicht durchgeführte Empfehlungen

Aussehen des britischen Schienennetzes bei vollständiger Umsetzung der Beeching-II-Pläne

Nicht alle Empfehlungen des Beeching-Berichts wurden umgesetzt. So blieb eine gewisse Anzahl von Bahnlinien aus politischen Gründen erhalten. Dies betraf z. B. Verbindungen durch das Schottische Hochland, die zur Schließung vorgesehen waren, aber nach Intervention durch die einflussreiche Highland Lobby weiterhin bedient wurden. Einige Verbindungen, beispielsweise in Cornwall, wurden auch deshalb erhalten, weil das schlechte Straßennetz keinen gleichwertigen Ersatz hätte bieten können.

## Beeching II
Im Jahre 1964 veröffentlichte Beeching einen zweiten, weniger bekannten Bericht unter dem Namen The Development of the Major Railway Trunk Routes, der als Beeching II bekannt wurde. Dieser zweite Bericht strebte noch weitergehende Streckenschließungen an und nannte einige wenige Routen, für die ein weiterer Ausbau und weitere Investitionen sinnvoll erschienen.
Im Wesentlichen forderte Beeching die Schließung aller Bahnlinien bis auf die Inter-city Routes zwischen den großen Städten und wichtige Pendlerlinien. Die Karte auf der rechten Seite vermittelt einen Eindruck, wie klein das Eisenbahnnetz Großbritanniens gewesen wäre, hätte man den Plan vollständig umgesetzt. Eine vollständige Umsetzung von Beeching II hätte das Eisenbahnnetz auf ein rund 11.260 Kilometer langes „Skelett“ reduziert, das weite Teile des Landes, etwa den Norden Schottlands, Wales, Yorkshire, East Anglia und den Südwesten Englands nicht mehr versorgt hätte.
Premierminister Harold Wilson versprach im Wahlkampf zunächst, die Schließungen nach Beeching I zu beenden, trieb sie aber dann doch noch schneller voran. Seine Verkehrsministerin Barbara Castle lehnte sich später eng an Beeching II an und forderte ein Rumpfsystem mit einem Umfang von etwa 17.600 Kilometern. Die Vorschläge des Berichts wurden allerdings nie umgesetzt, da die damalige britische Labour-Regierung trotz teilweise kontroverserer Ansichten Beechings Ideen als zu weitreichend ablehnte. Beeching trat daraufhin im Jahre 1965 von seinem Amt zurück.
Obwohl letztlich politische Entscheidungsträger für die Streckenschließungen verantwortlich waren, wurde Beechings Name zu einem Synonym für die Schließung von Eisenbahnstrecken.

## Ergebnisse derBeeching-Axt
Die mit Beeching-Axt bezeichneten Streckenschließungen verfehlten ihr Ziel und halfen nicht, das Unternehmen British Railways wieder in die Gewinnzone zu bringen. Beeching erreichte lediglich Einspareffekte von 30 Millionen Pfund, während sich der operative Verlust des Unternehmens bei 100 Millionen Pfund einpendelte. Die geringen Einsparungen resultierten vor allem daraus, dass die geschlossenen kleinen Bahnlinien als Zubringer für die großen dienten. Ohne diese Zubringer sank auch das Passagieraufkommen der weiter existierenden Bahnlinien. Die Annahme Beechings, dass Passagiere ihr Auto nur bis zum nächsten größeren Bahnhof nutzen würden, um ihre Reise von dort aus mit dem Zug fortzusetzen, erwies sich als falsch.
Ein weiterer Grund für das Fehlschlagen des Planes war, dass viele der kleinen Bahnlinien nur ein sehr geringes Defizit einfuhren. Viel größere Verluste erwirtschafteten die wichtigen und stark frequentierten Pendlerstrecken; doch selbst Beeching erkannte, dass die Schließung dieser Linien politisch nicht machbar wäre.
Das Scheitern der Beeching-Pläne wird auch darauf zurückgeführt, dass sie sich einseitig auf Streckenschließungen konzentrierten und andere Einsparmöglichkeiten weitgehend außer Acht ließen. So wurde der potenzielle Einsatz von kostensparenden Triebwagen und Schienenbussen von Beeching mit dem Argument, dass alleine die Trassenkosten maßgebend wären, abgelehnt, ebenso blendete er die Kosten für Verwaltung und Mitarbeiterschaft fast vollständig aus. Kritiker werfen ihm vor, dass eine weniger drastische Reduzierung des Schienennetzes in Kombination mit einer Erneuerung der technischen Ausstattung und einer Reduzierung des Personaleinsatzes bessere Spareffekte erzielt hätte.
Aus heutiger Sichtweise sind viele der im Rahmen des Beeching-Axt durchgeführten Schließungen als kurzsichtig zu bezeichnen. So ist die Bahnstrecke zwischen Settle und Carlisle, die eigentlich zur Schließung vorgesehen wurde, heute deutlich stärker durch Güter- und Personenzüge frequentiert als vor dem Beeching-Bericht. Ebenso unüberlegt erscheint die Schließung der Great Central Main Line, die den Süden Englands mit dem Norden verbindet und schon zu Zeiten ihrer Erbauung wichtigen Standards moderner Hochgeschwindigkeitsstrecken (Geradlinigkeit, wenig Kurven) entsprach, in den 1960er Jahren. Aufgrund des hohen Verkehrsaufkommens durch den Eurotunnel, dessen Bau nur fünf Jahre nach Schließung der Great Central Main Line begann, wird heute darüber nachgedacht, die alte Strecke als Hochgeschwindigkeitsstrecke wieder zu eröffnen.
Zudem werden heute viele der als Rationalisierungsmaßnahmen geführten Teilschließungen zweigleisiger Strecken heftig kritisiert. Wachsender Verkehr und eine „Wiederentdeckung“ der Eisenbahn durch viele Pendler hat dazu geführt, dass viele wegen der Beeching-Axt nun eingleisige Strecken stark überlastet sind, sodass ein erneuter zweigleisiger Ausbau ernsthaft in Erwägung gezogen wird. Diese Problematik betrifft vor allem die Strecken zwischen Inverness und Dingwall, Cheltenham und Swindon sowie Oxford und Worcester.

### Busverkehr
Der Ersatz des Schienenverkehrs durch Busse (englisch bustitution) schlug ebenso fehl. In vielen Fällen war der Busverkehr deutlich langsamer und weniger komfortabel als der bisherige Zugverkehr, sodass die Busse bei der lokalen Bevölkerung schnell unpopulär wurden. Als Reaktion auf diese Unbeliebtheit bestanden viele Buslinien mangels Fahrgästen nur wenige Jahre und führten dazu, dass zahlreiche Landesteile keine Verbindung zum öffentlichen Personennahverkehr mehr haben.

### Letzte Schließungen infolge des Beeching-Reports
In den frühen 1970er Jahren, als klar wurde, dass keine großen Einspareffekte erzielt wurden, wurden die Streckenschließungen beendet. Gleichzeitig wurde deutlich, dass durch das immense Wachstum des Straßenverkehrs Umweltverschmutzung und Verkehrsbelastung zu immer größeren Problemen wurden. Diese Entwicklungen, insbesondere jedoch die Ölkrise 1973, führten zu einer immer größer werdenden Opposition gegen die Schließungen.
Eine der letzten großen und kontrovers diskutierten Streckenschließungen war das Ende der 158 Kilometer langen Waverley Line zwischen Carlisle und Edinburgh im Jahr 1969. 2006 beschloss das schottische Parlament, den Abschnitt der Strecke zwischen Edinburgh und Galashiels wieder in Betrieb zu nehmen. Die Bauarbeiten wurden 2015 abgeschlossen, seit September jenes Jahres verkehren wieder Personenzüge auf der alten Trasse. Ähnlich ergeht es in Zeiten steigender Benzinpreise anderen Strecken in England, die heute vermutlich wirtschaftlich erfolgreich geführt werden könnten. Da nach der Beeching-Axt aber die Mehrheit der Brücken, Unterführungen und Gleisbette entfernt oder veräußert respektive in Wanderwege umgebaut wurden, wäre eine Neuinstallation nur mit großen finanziellen Investitionen möglich.

## Der Serpell-Bericht
In den frühen 1980er Jahren, unter der Regierung von Margaret Thatcher, wurden die Ideen von Richard Beeching zur Schließung weiterer Strecken erneut aufgegriffen. Im Jahr 1983 veröffentlichte Sir David Serpell, ein früherer Mitarbeiter Beechings, einen Bericht, der weitere Streckenschließungen forderte. Aufgrund starker Proteste gegen diesen Plan und dessen inhaltlicher Schwächen (Serpell schlug die Schließung der Midland Main Line vor, die für die Versorgung verschiedener Kohlekraftwerke von immenser Bedeutung war), wurden die Ideen erneuter Streckenschließungen schnell wieder verworfen.

## Wiedereröffnungen
Aufgrund des massiven Anwachsens des Verkehrs wurden mittlerweile zahlreiche Strecken und auch Bahnhöfe, die im Rahmen der Beeching-Axt geschlossen wurden, für den Personenverkehr wiedereröffnet, teils auch als Wiederaufbau der abgebauten Strecken. So wurde in London eine Nord-Süd-Verbindung, die Thamesline, erfolgreich wiedereröffnet und bietet nun wieder eine geschlossene Verbindung zwischen Bedford und Brighton. Ebenso wiedereröffnet wurde der 1969 geschlossene Bahnhof in Chandler’s Ford in Hampshire. Als eine der bedeutendsten Wiedereröffnungen gilt die der Robin Hood Line in Nottinghamshire. Zuvor galt die Stadt Mansfield, die an der Strecke liegt, als größte englische Stadt ohne direkten Eisenbahnanschluss. Darüber hinaus gab es Wiedereröffnungen in Birmingham, Worcester, Marylebone, Coventry, Süd-Wales, Edinburgh und Stirling. Die bislang längste Strecke, die wiederaufgebaut wurde, ist die im September 2015 in Betrieb genommene Borders Railway zwischen Edinburgh und Tweedbank.

## Weiternutzung als „Heritage railways“

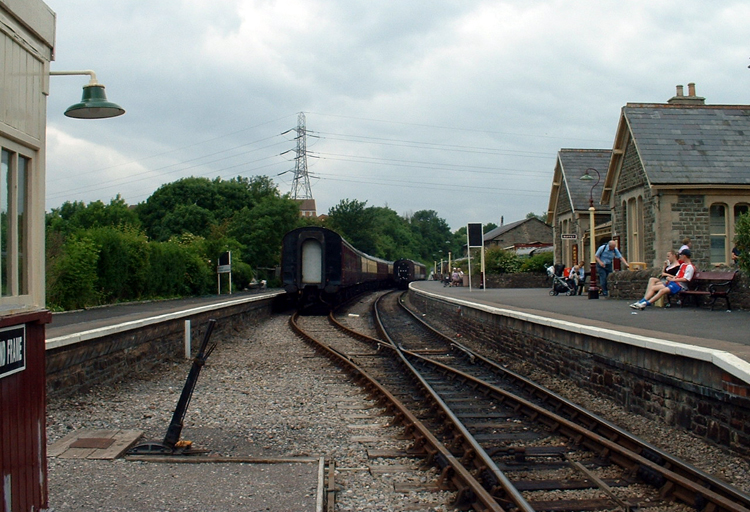
Strecke der Avon Valley Railway bei Bristol

Einige der während der Beeching-Axt stillgelegten Strecken, wie etwa die Strecke der West Somerset Railway zwischen Taunton und Minehead oder die Strecke der Strathspey Railway zwischen Aviemore und Broomhill, wurden als heritage railways (Museumsbahnen) wiedereröffnet. Sie dienen vornehmlich als touristische Attraktion und werden häufig von historischen Dampflokomotiven bedient.